# ماهیما ماکوانا
ماهیما ماکوانا (به انگلیسی: Mahima Makwana) (زاده ۵ اوت ۱۹۹۹) بازیگر هندی است.
از کارهای معروف او می‌توان به بازی در فیلم پایان: حقیقت نهایی، فریبکاران و نمی‌تونی انجامش بدی اشاره کرد.